# Kirepapa
Kirepapa (キレパパ。?) es una serie de manga de género yaoi escrita e ilustrada por Ryō Takagi. El primer volumen fue publicado en Japón en 2003 y actualmente la serie cuenta con cuatro volúmenes. En 2008, la novela fue adaptada a un OVA de dos partes por parte del estudio AniK. Los personajes fueron diseñados por Shūhei Tanaka. El título es una combinación de las palabras «kirei» (きれい), que traducido del idioma japonés significa "hermoso", y «papa» (パパ), una manera informal de llamar a una figura paterna en Japón, por lo que literalmente el nombre de la obra podría traducirse como «Papá hermoso».

## Argumento
Chisato Takatsukasa es un novelista que sobreprotege a su hijo, Rijū, por temor a que alguien intente insinuársele o aprovecharse de él debido a su atractivo físico. Chisato persigue constantemente a los amigos y posibles pretendientes que Rijuū trae a casa y de una forma u otra logra hacer que todos ellos terminen huyendo. Sólo hay alguien que se niega a renunciar; el mejor amigo de Rijū, Shunsuke Sasaki. Chisato ve a Shunsuke como una mala influencia para su hijo, solo hasta que Shunsuke le deja bien en claro que no estaba interesado en Rijū, al contrario, estaba interesado en él. 
Al comienzo, esto parece ser una mala situación para Chisato, pero poco después descubre que la famosa novelista a quien él admira, Shunka Saki, quien también lo inspiró para escribir sus novelas, no es nadie más que el mismo Shunsuke bajo un pseudónimo. Después de algunas dudas iniciales, Shunsuke admite que él es "la gran novelista", y Chisato comienza a ver que se está enamorando de Shunsuke, pero al mismo tiempo teme lastimar a Rijū. Sin embargo, Rijū parece estar perfectamente bien con su relación y Chisato le agradece a su hijo por entenderle, pero se horroriza al saber que es en parte porque Rijū también está enamorado de un hombre.
El novio de Rijū es Kakeru Mijō, un actor que interpreta el papel principal de Mizuki en una serie basada en las novelas de Shunsuke. A pesar de que Chisato ama con fervor las novelas y la serie, ve a Kakeru como una amenaza y se muestra reticente a que ambos tengan una relación, sosteniendo que Rijū aún solo es un estudiante y es demasiado inocente. Debido a que su padre le prohibió pasar las fiestas con Kakeru, Rijū decide escapar con él a una posada que coincidentemente resulta ser la posada de su familia. Chisato y Shunsuke van detrás de ellos, pero al llegar, la familia de Chisato descubre que el amigo de Rijū es la pareja de Chisato y su padre desaprueba esta relación.

## Personajes
Chisato Takatsukasa (鷹司 千里 Takatsukasa Chisato?)
Voz por: Hikaru Midorikawa
Chisato es un apuesto novelista de treinta y cinco años de edad. Tiende a sobreproteger a su hijo, Rijū, por temor a que este sea acosado sexualmente por otros jóvenes (especialmente Shunsuke, el mejor amigo de Rijū) debido a su atractivo físico. Su paranoia se debe, en parte, a causa de que sufrió acoso sexual durante la escuela secundaria por mano de un amigo, Kanzaki. Chisato afirma estar enamorado de la escritora Saki Shunka, pues dice que sus historias fueron su inspiración para convertirse en novelista, y cuando se da cuenta de que su amada es realmente Shunsuke, se enamora profundamente de él.
Shunsuke Sakaki (榊 俊介 Sakaki Shunsuke?)
Voz por: Takahiro Sakurai
Shunsuke es el mejor amigo de Rijū. Es un joven apuesto, varonil y parece ser bastante cercano a Rijū. Shunsuke escribe novelas bajo el seudónimo femenino de Shunka Saki. Aunque inicialmente es detestado por Chisato, sus libros fueron sus principales inspiraciones para escribir sus novelas. Shunsuke ha estado enamorado de Chisato durante años, pero siempre le dio miedo traicionar a Rijū, hasta que se entera de que Chisato está enamorado de su alter ego. Aprovechando la situación, Shunsuke le confiesa sus verdaderos sentimientos a Chisato. Las novelas que ha escrito y está escribiendo Shunsuke, están inspiradas en los sentimientos que él siente hacia Chisato. 
Rijū Takatsukasa (鷹司 里樹 Takatsukasa Rijū?)
Voz por: Kōki Miyata
Rijū es el hijo de quince años de Chisato. Es de complexión pequeña, y de apariencia femenina y delicada. Su mejor amigo es Shunsuke, a quien acepta como pareja de su padre. Es un muchacho muy atractivo y, debido a esto, Chisato cree que todos los amigos que Rijū trae a casa quieren acosarlo sexualmente. Tiene una relación amorosa con el actor Kakeru Mijō, para gran pesar de su padre.
Kanzaki Sakaki (榊 神崎 Sakaki Kanzaki?)
Voz por: Ken Narita
Kanzaki es el padre de Shunsuke. Asistió a la escuela secundaria con Chisato, pero los dos fueron separados cuando Kanzaki abusó sexualmente de Chisato, de quien estaba perdidamente enamorado.
Kakeru Mijō (二条 翔 Mijō Kakeru?)
Voz por: Jun'ichi Suwabe
Es un actor que interpreta al personaje de Mizuki en la serie basada en los libros de Shunsuke. Tiene una relación con el hijo de Chisato, Rijū. Ante esto, Chisato, por miedo a perder a su querido hijo, se opone en un inicio, pero finalmente les permite estar juntos, aunque "solo un poquito".